# Lijst van voetbalinterlands Malta - Slowakije
Deze lijst van voetbalinterlands is een overzicht van alle officiële voetbalwedstrijden tussen de nationale teams van Malta en Slowakije. De landen speelden tot op heden tien keer tegen elkaar. Het eerste duel, een vriendschappelijke wedstrijd, werd gespeeld in Ta' Qali op 30 maart 1994. De laatste ontmoeting, een kwalificatiewedstrijd voor het Wereldkampioenschap voetbal 2022, vond plaats op 14 november 2021 in Ta' Qali.

## Wedstrijden
| №  | Plaats     | Datum             | Competitie           | Wedstrijd         | Uitslag |
| -- | ---------- | ----------------- | -------------------- | ----------------- | ------- |
| 1  | Ta' Qali   | 30 maart 1994     | Vriendschappelijk    | Malta – Slowakije | 1 – 2   |
| 2  | Bratislava | 16 augustus 1994  | Vriendschappelijk    | Slowakije – Malta | 1 – 1   |
| 3  | Bratislava | 22 september 1996 | WK 1998 kwalificatie | Slowakije – Malta | 6 – 0   |
| 4  | Ta' Qali   | 31 maart 1997     | WK 1998 kwalificatie | Malta – Slowakije | 0 – 2   |
| 5  | Bratislava | 15 augustus 2006  | Vriendschappelijk    | Slowakije – Malta | 3 – 0   |
| 6  | Žilina     | 4 september 2014  | Vriendschappelijk    | Slowakije – Malta | 1 – 0   |
| 7  | Ta' Qali   | 26 maart 2017     | WK 2018 kwalificatie | Malta – Slowakije | 1 – 3   |
| 8  | Trnava     | 8 oktober 2017    | WK 2018 kwalificatie | Slowakije − Malta | 3 − 0   |
| 9  | Trnava     | 27 maart 2021     | WK 2022 kwalificatie | Slowakije – Malta | 2 − 2   |
| 10 | Ta' Qali   | 14 november 2021  | WK 2022 kwalificatie | Malta − Slowakije | 0 − 6   |

## Samenvatting
| Competitie        | Totaal gespeeld | Winst Malta | Gelijk | Winst Slowakije | Doelsaldo Malta – Slowakije |
| ----------------- | --------------- | ----------- | ------ | --------------- | --------------------------- |
| WK-kwalificatie   | 6               | 0           | 1      | 5               | 3 − 22                      |
| Vriendschappelijk | 4               | 0           | 1      | 3               | 2 − 7                       |
| Totaal            | 10              | 0           | 2      | 8               | 5 − 29                      |

## Details

### Eerste ontmoeting
| Vriendschappelijk (Ta' Qali, Malta, 30 maart 1994): |       |                                      |
| Malta                                               | 1 – 2 | Slowakije                            |
| Kristian Laferla 45'                                | goals | 13' Jaroslav Timko 69' Viliam Hýravý |

### Tweede ontmoeting
| Vriendschappelijk (Bratislava, Slowakije, 16 augustus 1994): |       |                      |
| Slowakije                                                    | 1 – 1 | Malta                |
| Michal Hipp 2'                                               | goals | 75' Kristian Laferla |

### Derde ontmoeting
| WK 1998 kwalificatie (Bratislava, Slowakije, 22 september 1996):                                          |       |       |
| Slowakije                                                                                                 | 6 – 0 | Malta |
| Dušan Tittel 13' Július Šimon 15' Marian Zeman 37' Jaroslav Timko 56' Peter Dubovský 59' Dušan Tittel 90' | goals |       |

### Vierde ontmoeting
| WK 1998 kwalificatie (Ta' Qali, Malta, 31 maart 1997): |       |                                    |
| Malta                                                  | 0 – 2 | Slowakije                          |
|                                                        | goals | 38' Tibor Jančula 90' Dušan Tittel |

### Vijfde ontmoeting
| Vriendschappelijk (Bratislava, Slowakije, 15 augustus 2006): |       |       |
| Slowakije                                                    | 3 – 0 | Malta |
| Filip Šebo 31' Filip Šebo 75' Filip Šebo 90'                 | goals |       |

### Zesde ontmoeting
| Vriendschappelijk (Žilina, Slowakije, 4 september 2014): |       |       |
| Slowakije                                                | 1 – 0 | Malta |
| Adam Nemec 43'                                           | goals |       |

### Zevende ontmoeting
| WK 2018 kwalificatie (Ta' Qali, Malta, 26 maart 2017): |              | |
| Malta | 1 – 3        | Slowakije |
| Jean Paul Farrugia 14' | goals        | 2' Vladimír Weiss 41' Jan Gregus 84' Adam Nemec |
| Pietro Ghedin | bondscoach   | Ján Kozák |
| Andrew Hogg Sam Magri Gareth Sciberras Paul Fenech André Schembri 90+1' Luke Gambin 73' Jean Paul Farrugia Ryan Camilleri 81' Zach Muscat Joseph Zerafa Cain Attard | opstellingen | Matúš Kozáčik Peter Pekarík Martin Škrtel Jan Gregus 86' Vladimír Weiss Adam Nemec Patrik Hrošovský Milan Škriniar Tomáš Hubočan 74' Juraj Kucka 50' Róbert Mak |
| Bjorn Kristensen 73' Clifford Gatt Baldacchino 81' Luke Montebello 90+1'                                                                                            | wissels      | 50' Marek Hamšík 74' Michal Ďuriš 86' Albert Rusnák |
| Ryan Camilleri 56' | gele kaarten | 26' Martin Škrtel 70' Juraj Kucka |
| Jean Paul Farrugia 47', 78' | rode kaarten | 40', 90+1' Adam Nemec |
| - Debuut van Luke Montebello (Valletta FC) voor Malta. |              | |

### Achtste ontmoeting
| WK 2018 kwalificatie (Trnava, Slowakije, 8 oktober 2017):                                 |       |       |
| Slowakije                                                                                 | 3 – 0 | Malta |
| Adam Nemec 33' Adam Nemec 62' Ondrej Duda 69'                                             | goals |       |
| - Debuut van Róbert Mazáň (MŠK Žilina) en Jaroslav Mihalík (MKS Cracovia) voor Slowakije. |       |       |

Malta Football Association · A-internationals · Bondscoaches · Statistieken · Maltees vrouwenelftal · Malta U21 · Malta U20 · Malta U19 · Malta U18 · Malta U17 · Malta U16
1957 – 1959 ·
1960 – 1969 ·
1970 – 1979 ·
1980 – 1989 ·
1990 – 1999 ·
2000 – 2009 ·
2010 – 2019 ·
2020 − 2029
1957 · 
1958 · 
1959 · 
1960 · 
1961 · 
1962 · 
1963 · 
1964 · 
1965 · 
1966 · 
1967 · 1968 · 
1969 · 
1970 · 
1971 · 
1972 · 
1973 · 
1974 · 
1975 · 
1976 · 
1977 · 
1978 · 
1979 · 
1980 · 
1981 · 
1982 · 
1983 · 
1984 · 
1985 · 
1986 · 
1987 · 
1988 · 
1989 · 
1990 ·
1991 · 
1992 · 
1993 · 
1994 · 
1995 · 
1996 · 
1997 · 
1998 · 
1999 · 
2000 · 
2001 · 
2002 · 
2003 · 
2004 · 
2005 · 
2006 · 
2007 · 
2008 · 
2009 · 
2010 · 
2011 · 
2012 · 
2013 · 
2014 · 
2015 · 
2016 ·
2017 ·
2018 ·
2019 ·
2020 ·
2021 ·
2022
Albanië ·
Algerije ·
Andorra ·
Angola ·
Armenië ·
Azerbeidzjan ·
België ·
Bosnië en Herzegovina · 
Bulgarije ·
Canada ·
Centraal-Afrikaanse Republiek ·
Cyprus ·
DDR ·
Denemarken ·
Duitsland ·
Egypte ·
Engeland ·
Estland ·
Faeröer ·
Finland ·
Frankrijk ·
Gabon ·
Georgië ·
Gibraltar · 
Griekenland ·
Hongarije ·
Ierland ·
IJsland ·
Indonesië ·
Israël ·
Italië ·
Japan ·
Joegoslavië ·
Jordanië ·
Kaapverdië ·
Kazachstan ·
Koeweit ·
Kosovo ·
Kroatië ·
Letland ·
Libanon ·
Libië ·
Liechtenstein ·
Litouwen ·
Luxemburg ·
Moldavië ·
Nederland ·
Noord-Ierland ·
Noord-Macedonië ·
Noorwegen ·
Oekraïne ·
Oostenrijk ·
Polen ·
Portugal ·
Qatar ·
Roemenië ·
Rusland ·
San Marino ·
Schotland ·
Slovenië ·
Slowakije ·
Spanje ·
Thailand ·
Tsjechië ·
Tsjecho-Slowakije ·
Tunesië · 
Turkije · 
Venezuela · 
Verenigde Arabische Emiraten ·
Verenigde Staten ·
Wales ·
Wit-Rusland ·
Zuid-Afrika ·
Zuid-Korea ·
Zweden ·
Zwitserland
SFZ · A-internationals · Bondscoaches · Statistieken · Slowaaks vrouwenelftal · Olympisch elftal · Slowakije U21 · Slowakije U20 · Slowakije U19 · Slowakije U18 · Slowakije U17 · Slowakije U16
1939 – 1944 · 1992 – 1999 · 2000 – 2009 · 2010 – 2019 · 2020 − 2029
EK's: 2016 · 2020 · 2024
WK's: 2010
OS: 2000
1939 · 1940 · 1941 · 1942 · 1943 · 1944 · 1945–1991 · 1992 · 1993 · 1994 · 1995 · 1996 · 1997 · 1998 · 1999 · 2000 · 2001 · 2002 · 2003 · 2004 · 2005 · 2006 · 2007 · 2008 · 2009 · 2010 · 2011 · 2012 · 2013 · 2014 · 2015 · 2016 · 2017 · 2018 · 2019 · 2020 · 2021
Algerije · 
Andorra · 
Argentinië ·
Armenië · 
Australië · 
Azerbeidzjan · 
België · 
Bolivia · 
Bosnië en Herzegovina · 
Brazilië · 
Bulgarije · 
Chili · 
Colombia · 
Costa Rica · 
Cyprus · 
Denemarken · 
Duitsland · 
Egypte · 
Engeland · 
Estland · 
Faeröer · 
 Finland · 
Frankrijk · 
Georgië · 
Gibraltar · 
Griekenland · 
Guatemala · 
Hongarije · 
Ierland · 
IJsland · 
Iran · 
Israël · 
Italië · 
Japan · 
Joegoslavië · 
Jordanië · 
Kameroen · 
Kazachstan ·
Koeweit ·
Kroatië · 
Letland · 
Libanon ·
Liechtenstein · 
Litouwen ·
Luxemburg · 
Malta · 
Marokko · 
Mexico ·
Moldavië · 
Montenegro ·
Nederland · 
Nieuw-Zeeland · 
Noord-Ierland ·
Noord-Macedonië ·
Noorwegen ·
Oeganda · 
Oekraïne · 
Oezbekistan · 
Oostenrijk · 
Paraguay · 
Peru · 
Polen · 
Portugal · 
Roemenië · 
Rusland · 
San Marino · 
Saoedi-Arabië · 
Schotland · 
Servië en Montenegro ·
Slovenië · 
Spanje · 
Thailand · 
Tsjechië · 
Turkije · 
Verenigde Arabische Emiraten · 
Verenigde Staten · 
Wales · 
Wit-Rusland · 
Zuid-Korea · 
Zweden · 
Zwitserland
Engeland (2016) ·
Nieuw-Zeeland (2010) · 
Polen (2021) · 
Rusland (2016) · 
Spanje (2021) · 
Wales (2016) · 
Zweden (2021)